# Hasztajarasz
Hasztajarasz (hettita nyelven Ḫaštayaraš vagy Ḫištayaraš) I. Hattuszilisz hettita király leánya, a szugzijaszi Marattisz felesége. Gyermekei voltak Murszilisz és Harapszilisz. Murszilisz váratlan módon trónörökös lett, mikor Hattuszilisz Halap ostroma alkalmával halálosan megsebesült, ugyanakkor a kijelölt trónörököst kitagadta.
Hasztajarasz utolsó említése Hattuszilisz végrendeletében található, amikor a haldokló uralkodó megbízta leányát a hamvasztás és a temetés megszervezésével. További sorsa ismeretlen.